# Azghar
Azghar (franska: Azghar (CR), Azghar (Commune Rurale), arabiska: أزغار) är en kommun i Marocko.   Den ligger i provinsen Sidi Slimane och regionen Rabat-Salé-Kénitra, 90 km öster om huvudstaden Rabat. Antalet invånare är 9 972.